# Philipp Ernst (Hohenlohe-Langenburg)

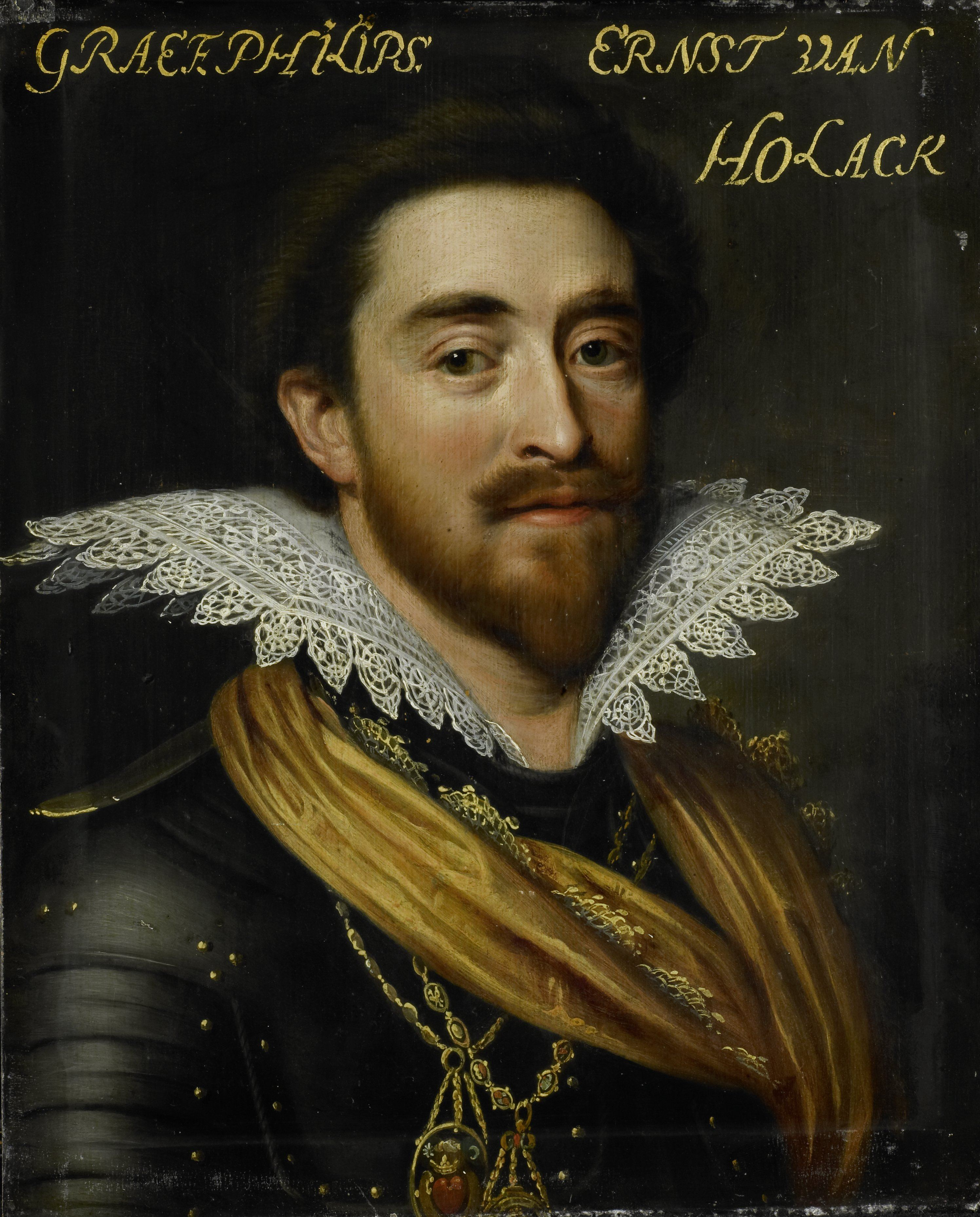
Philipp Ernst, Porträt aus der Werkstatt von Jan Anthoniszoon van Ravesteyn

Philipp Ernst zu Hohenlohe-Neuenstein (* 11. August 1584 in Langenburg; † 29. Januar 1628 in Weikersheim) war Graf von Hohenlohe und gründete bei der Landesteilung 1610 die Linie Hohenlohe-Langenburg.

## Abstammung
Graf Philipp Ernst wurde als vierter Sohn von Graf Wolfgang II. von Hohenlohe (1546–1610), dem späteren Regenten der Grafschaft Weikersheim und dessen Frau Magdalena von Nassau-Dillenburg (1547–1633) geboren.

## Leben
Nach Privatunterricht besuchte er im Alter von 15 Jahren in Kassel auf Einladung des Landgrafen Moritz von Hessen eine Schule für junge adlige Herren, bei dem neben theoretischen Unterweisungen vor allem auch praktische Übungen vermittelt wurden. Dazu zählten Reitunterricht, Pistolenschießen, Armbrustschießen, Fechtübungen und Ballschlagen. Auch Musikunterricht sowie Unterhaltung durch Theater, Einübung französischer Tänze und Konversation mit den Damen des Hofes gehörten zum Lernpensum. Nach drei Jahren in Kassel kehrte er Ende des Jahres 1601 zurück nach Hohenlohe.
Im Jahre 1602 rief ihn sein Onkel Graf Philipp von Hohenlohe-Neuenstein (1550–1606) zum Kriegsdienst in die Niederlande. Er erlangte in der Armee des Prinzen Moritz von Oranien und in der Einheit seines Onkels Philipp den Rang eines Rittmeisters und später eines Obersts. Nach vierjährigem Kriegsdienst in den Niederlanden kehrte er 1606 erstmals zurück in die Heimat. Er erbte von seinem Onkel Philipp die niederländische Herrschaft Lißfeld. Nach dem Tod seines Vaters erhielt er 1610 nach der Teilung des Landes mit seinen Brüdern Georg Friedrich (1569–1647) (Weikersheim) und Kraft (1582–1641) (Neuenstein) die Herrschaft Langenburg, wo er sofort mit dem Neubau des Schlosses Langenburg begann. Bis zu seiner Entlassung als Oberst der Generalstaaten hielt er sich noch oft in den Niederlanden auf.

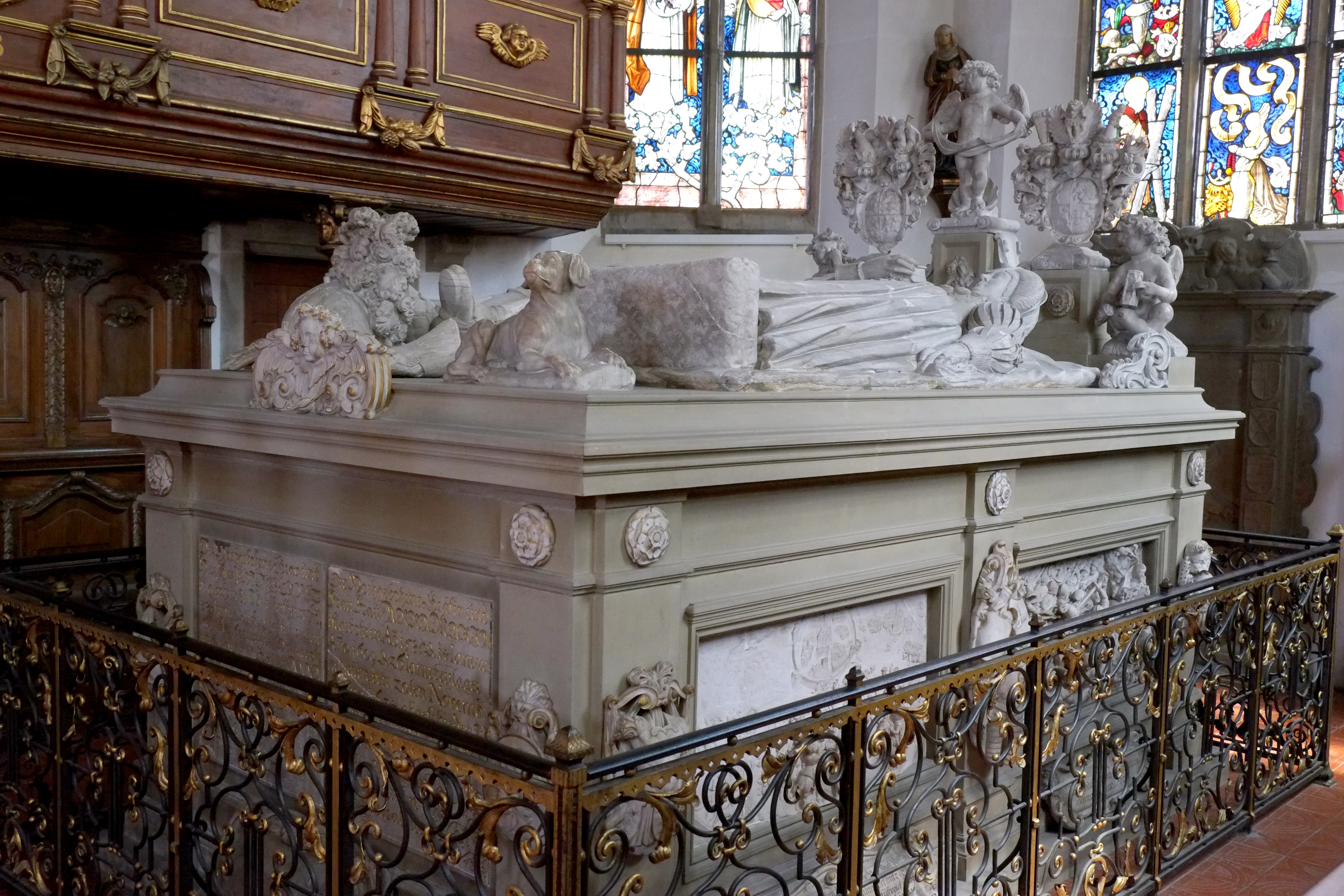
Grabmal des Grafen Philipp Ernst in der Stiftskirche zu Langenburg

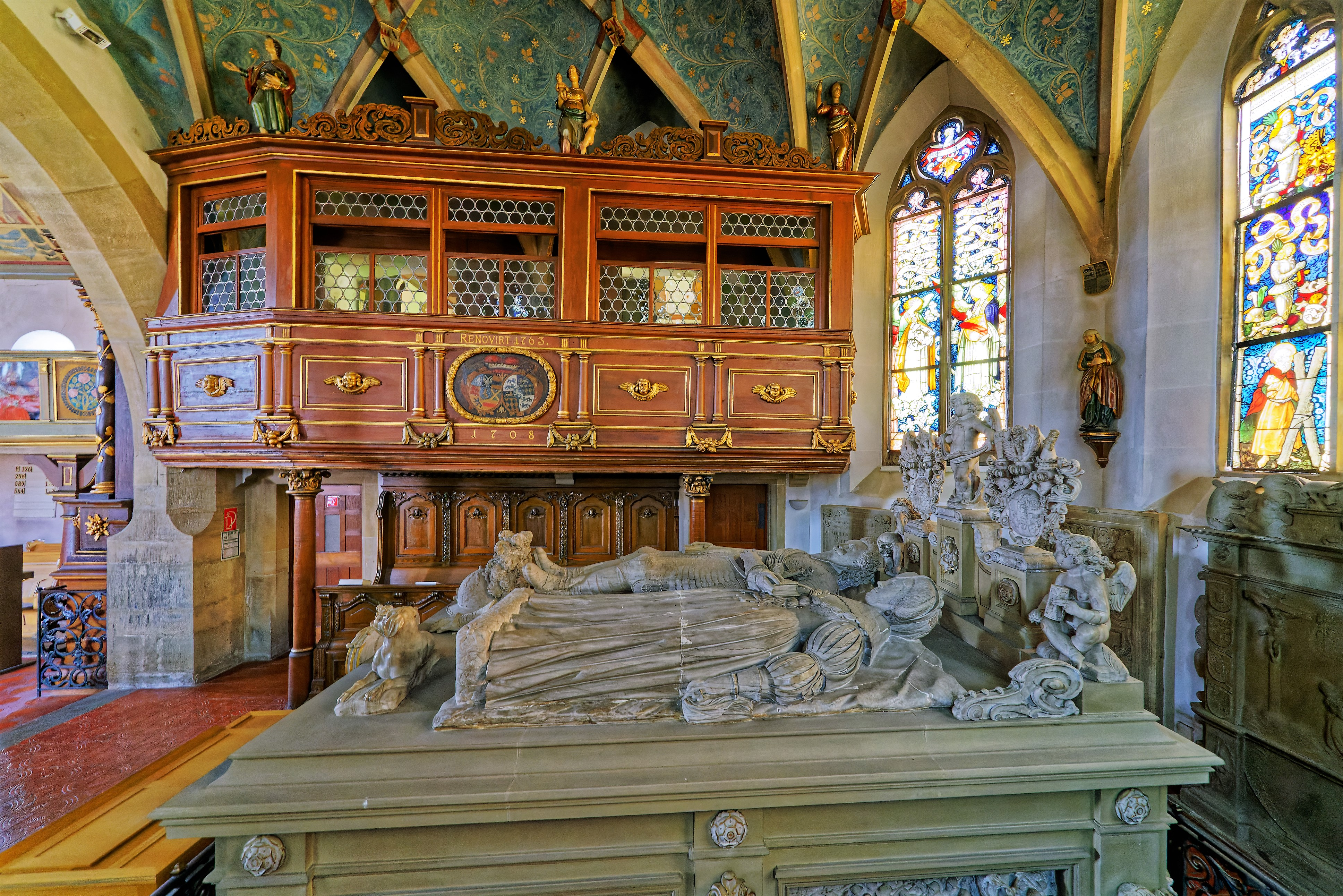
Ansicht der Grabfiguren des Grafen und seiner Gemahlin

Er starb im Alter von 44 Jahren an einem „Steinleiden“ in Weikersheim.
Er wurde gemeinsam mit seiner Frau in der Gruft der Langenburger Stadtkirche bestattet. Hinter dem Altar steht noch heute ein steinernes Grabmal zum Gedenken des Paares.

## Nachkommen
Am 15. Januar 1609 heiratete er Gräfin Anna Maria zu Solms-Sonnenwalde (1585–1634), Tochter von Graf Otto zu Solms-Sonnenwalde.
Aus der Ehe gingen folgende Kinder hervor:
- Wolfgang Otto (1611–1632)
- Philipp Ernst (*/† 1612)
- Ludwig Kraft (1613–1632)
- Philipp Moritz (1614–1635)
- Georg Friedrich (1615–1616)
- Anna Magdalena (1617–1671) ⚭ Georg Ludwig, Burggraf von Kirchberg, Graf von Hachenbach († 1686)
- Dorothea (* 1618)
- Joachim Albrecht (1619–1675), Graf zu Hohenlohe-Kirchberg
- Eva Christine (1621–1681) ⚭ Graf Wolfgang zu Hohenlohe-Waldenburg (1617–1658)
- Maria Juliana (1623–1695) ⚭ erste Ehe 1647: Johann Wilhelm Reichserbschenk von Limpurg († 1655); ⚭ zweite Ehe 1663: Franz Reichserbschenk zu Limpurg († 1673)
- Heinrich Friedrich (1625–1699), Graf zu Hohenlohe-Langenburg

⚭ erste Ehe 1652: Gräfin Eleonore Magdalene von Hohenlohe-Weikersheim (1635–1657)
⚭ zweite Ehe 1658: Gräfin Juliana Dorothea zu Castell-Remlingen (1640–1706)